# JŽ-Baureihe 802
Die JŽ-Baureihe 802 war eine Dieseltriebwagenbaureihe der Jugoslawischen Eisenbahnen (Jugoslovenske Železnice) und wurde zwischen 1963 und 1969 vom jugoslawischen Unternehmen Ðuro Ðaković produziert. Die für das Schmalspurbahnnetz produzierte Baureihe wurde 1980 nach Portugal verkauft und wird dort als CP-Baureihe 9700 bezeichnet. Nach wenigen Jahren im Betrieb ließ die portugiesische Staatsbahn die Wagen umbauen; die Umbauten werden als Baureihen 9400 bzw. 9500 bezeichnet.

## Geschichte

### Jugoslawien

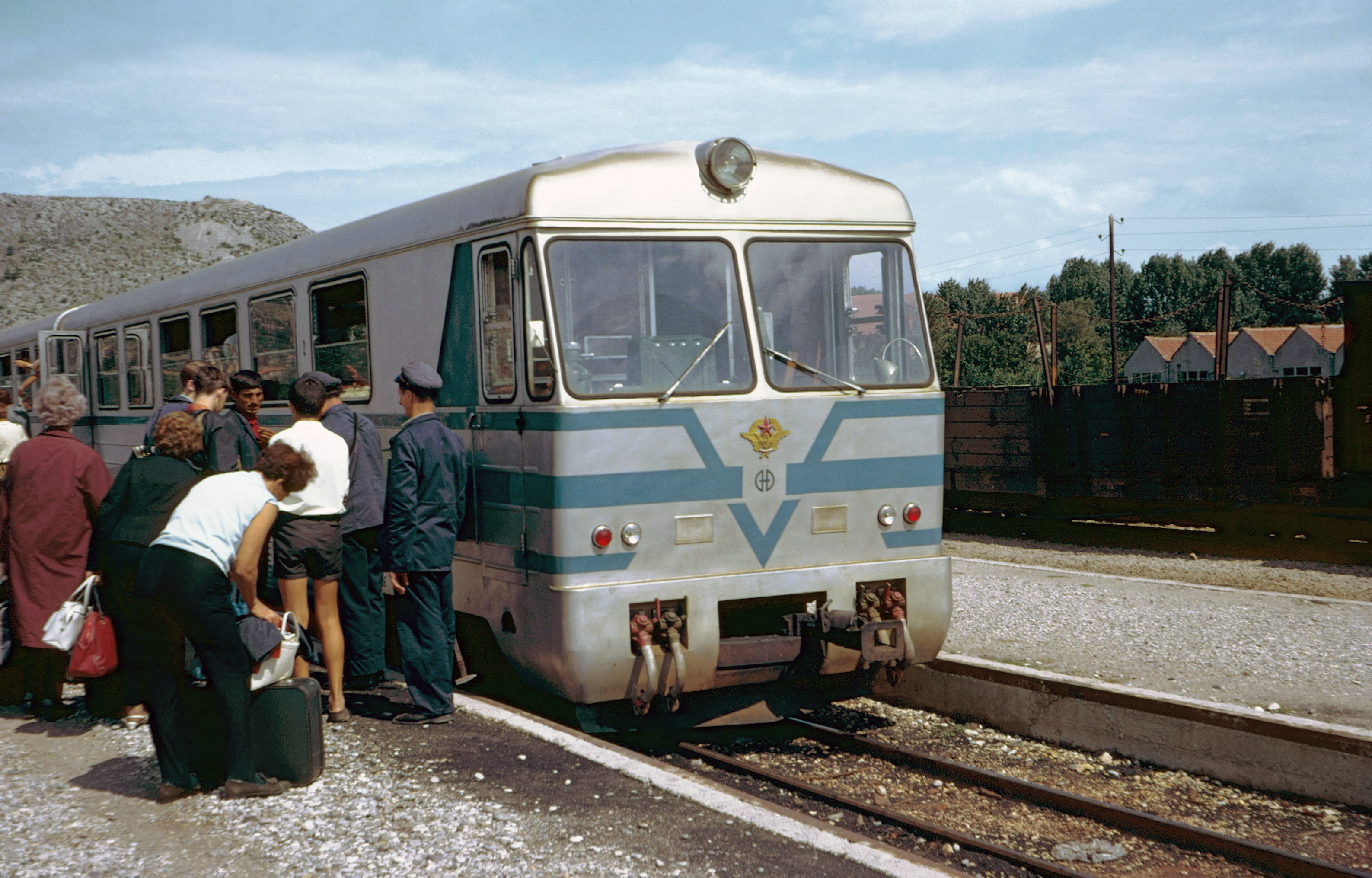
JŽ 802 im Jahr 1968 in Čapljina

Die Jugoslawischen Eisenbahnen beschafften zwischen 1963 und 1969 zwölf vierteilige Dieseltriebwagen, um den Betrieb auf dem weitläufigen Schmalspurbahnnetz (mit 760 mm Spurweite) im Zentrum des Landes zu modernisieren. Die von Ðuro Đaković in Slavonski Brod produzierten Wagen wurden vor allem auf den Strecken nach Dubrovnik, Nikšić, Sarajevo, Titovo Užice (Bosnische Ostbahn) und nach Foča und Priboj eingesetzt. Die Wagen trugen die Bezeichnungen 802-001 bis 024 (mit Führerstand) und 802-501 bis 524 (Mittelwagen ohne Führerstand).
Ende der siebziger Jahre beschloss die Eisenbahndirektion Sarajevo, das bosnische Schmalspurnetz zu schließen. Für die Triebwagen gab es keine weitere Verwendung. Aus diesem Grunde verkaufte die JŽ zehn der Einheiten an die portugiesische Caminhos de Ferro Portugueses (CP).

### Portugal

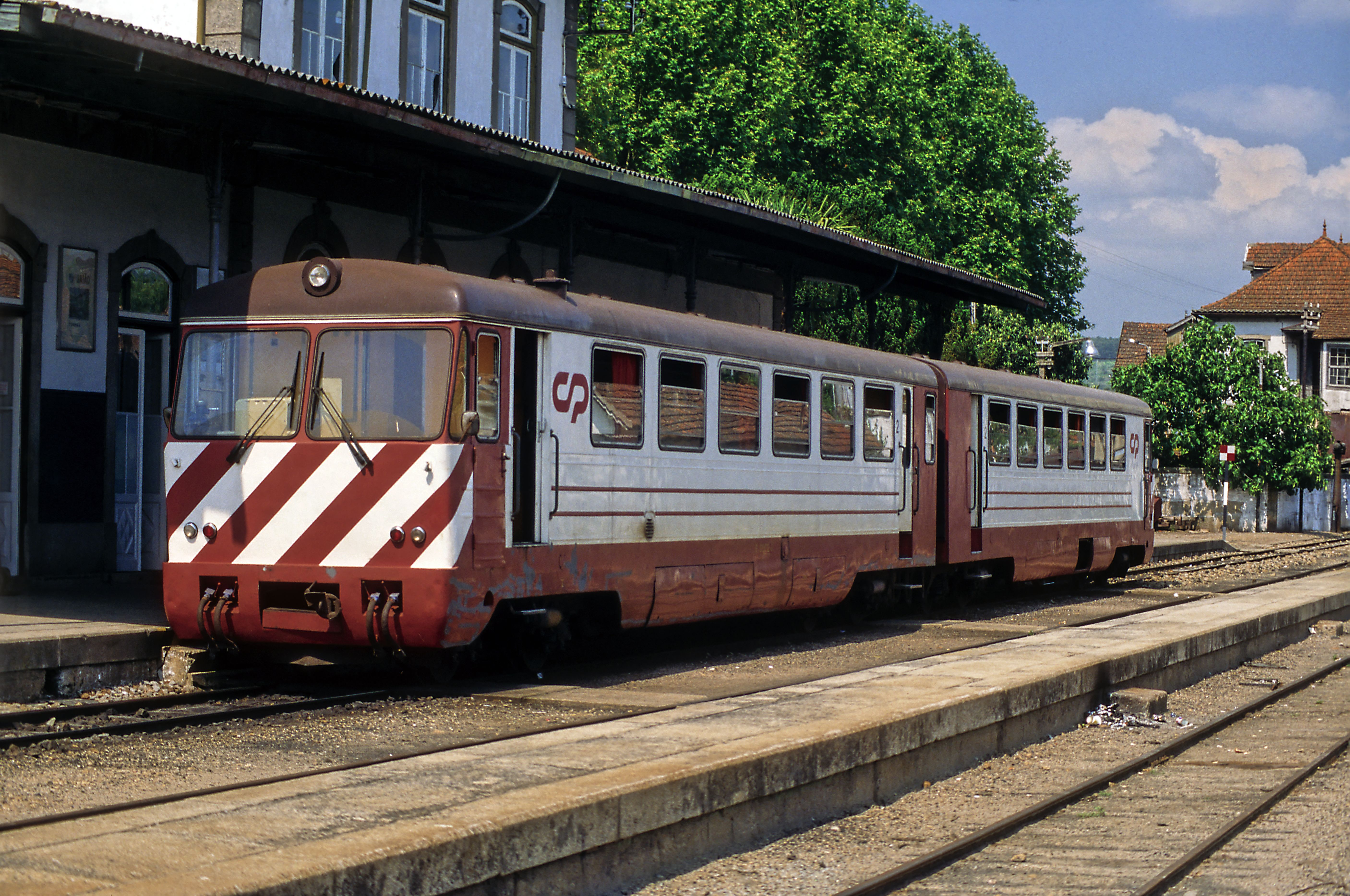
Einheit der Reihe 9700 im Bahnhof von Vila Real, hier ohne Mittelwagen

In Portugal angekommen, ließ die CP diese in den Werkstätten von Guifões (bei Porto) auf Meterspur umspuren, um diese auf den nordportugiesischen Schmalspurstrecken einsetzen zu können. Sie erhielten die Nummer 9701 bis 9720. Die Triebwagen waren vor allem auf der Linha do Corgo, Linha do Tua und auf den Strecken des Vouga-Netzes (Linha do Vouga, Ramal de Aveiro, Ramal de Viseu) im Einsatz.
Sowohl Leistung als auch Zuverlässigkeit entsprachen jedoch nicht den Erwartungen der CP. Besonders das Fahrgetriebe litt unter Störungen, was die Fahrgäste dazu brachte die Wagen „Xepa“ in Anlehnung an den stürmischen Charakter der Dona Xepa aus der gleichnamigen brasilianischen Telenovela zu taufen. Die sich nach innen öffnenden Türen führten ab und zu zu Verletzungen der Fahrgäste.
Aus diesem Grunde beauftragte die CP 1992/93 ihr Tochterunternehmen EMEF mit einem umfassenden Umbauprogramm. Die modernisierten Triebwagen erhielten die Bezeichnung 9400.

### Mosambik

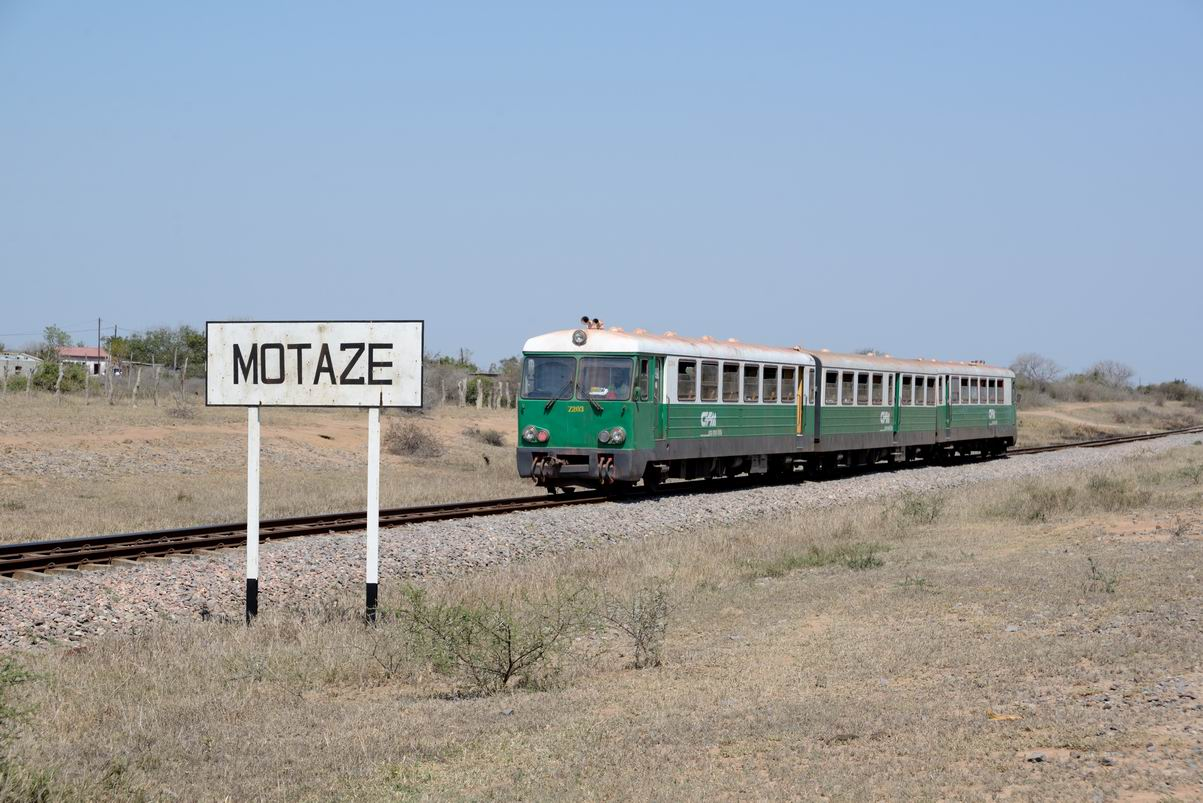
CFM Triebwagen Z-203 im September 2013 bei Motaze, Mosambik

Einige Triebwagen aus Portugal wurden dann später an die Portos e Caminhos de Ferro de Moçambique (CFM) in Mosambik weiterverkauft, wo sie auf 1067 mm Kapspur umgespurt wurden.